# Isuwa

Localización de los principales lugares de la Anatolia hitita (Isuwa aparece en la parte derecha de la imagen)

Isuwa, Issuwa o Ishuwa fue un reino hurrita situado en la parte oriental de la península de Anatolia durante el segundo y el primer milenio antes de Cristo, conocido principalmente por sus relaciones con Mitani y el imperio hitita.
Isuwa se encontraba cerca de los montes Tauros, en el curso superior del río Éufrates, en una tierra con abundancia de lluvias y muy fértil, que permitía tanto la agricultura como el pastoreo en las montañas cercanas, en las que también se podían explotar sus abundantes depósitos de cobre. 

## Arqueología
Gran parte del territorio que formaba el reino de Isuwa se encuentra actualmente sumergido baja las aguas de las numerosas presas que se han construido en la región desde la década de 1960, y que incluyen, entre otras, las presas de Keban, Karakaya, Ataturk y Bireçik. Las autoridades turcas hicieron un llamamiento internacional para investigar la zona y rescatar la mayor parte posibles de los restos arqueológicos antes de que las presas se terminaran; este llamamiento fue atendido por arqueólogos de diversas naciones. 
Las excavaciones de esos arqueólogos demostraron que existieron asentamientos en la región que luego formó el reino de Isuwa desde tiempos del Paleolítico, algunos de los cuales llegan hasta la Edad Media. En los yacimientos de Ikizepe, Korucutepe, Norşuntepe y Pulur, alrededor del  río Murat, una de las dos cabeceras del río Éufrates, se han encontrado restos que van desde el IV al II milenio a. C., y se cree que esta región pudo ser el corazón de Isuwa, ya que los documento hititas siempre se refieren a la necesidad de cruzar el Éufrates para llegar hasta este reino.
Las investigaciones realizadas hasta ahora muestran diversas influencias culturales, desde el establecimiento de la agricultura, hasta la influencia de hurritas e hititas en el  II milenio a. C., y de asirios y habitantes de Urartu en el I milenio a. C..

## Historia
Isuwa es principalmente conocida por su relación con los hititas. En efecto, los reyes hititas Hattusili I y Mursili I (mediados-finales del siglo XVII a. C.), atravesaron la zona que luego sería Isuwa y destruyeron numerosas ciudades, lo que, unido a una decadencia del poder hitita tras el asesinato de Mursili I, permitió a los hurritas establecerse en la región y fundar el reino de Isuwa, como vasallo hitita (siglo XVI a. C.).
Isuwa, sin embargo, era de cultura hurrita y no pudo dejar de sentir la influencia de la principal potencia hurrita, Mitani, en permanente lucha contra los hititas. Así, Isuwa se rebeló, infructuosamente, en tiempos del rey hitita Tudhaliya I/II (finales del siglo XV a. C.). A partir de ese momento, Isuwa estaría en permanente alzamiento, llegando a aliarse con los kaskas, una tribu bárbara del norte de Anatolia que guerreaba frecuentemente contra el imperio hitita. No fue hasta tiempos de Suppiluliuma I que los hititas fueron capaces de volver a imponer su voluntad sobre Isuwa, al destruir a su principal valedor, Mitanni.
Tras la destrucción de Mitanni, los hititas gobernaron Isuwa sin problemas, con una larga sucesión de reyes vasallos no documentada. Sin embargo, tras la caída del imperio hitita (aprox. 1200 a. C.), Isuwa recobró la independencia, como un reino de cultura neohitita con capital en Malatya. Isuwa se vio rodeado por las potencias que aprovecharon el vacío de poder causado por la desaparición de los hititas: los frigios en Anatolia central, Urartu al este y Asiria al sur. De todos estos reinos, Asiria era el más poderoso, y ya bajo Tiglath-Pileser I (finales del siglo XII a. C., comienzos del siglo XI a. C.), Isuwa se vio reducido nuevamente a la condición de vasallo, esta vez de los asirios, que le permitieron mantener su independencia hasta el reinado de Sargón II (finales del siglo VIII a. C.), que saqueó la ciudad.
El reino de Isuwa desaparece entonces de la historia, ya que su debilitamiento permitió la migración de Cimerios y Escitas, que poco a poco fueron desplazando a la cultura neohitita que había existido hasta entonces.